# Torup sogn (Sverige)
Torup sogn i Halland var en del af Halmstad herred. Torup distrikt dækker det samme område og er en del af Hylte kommun. Sognets areal var 222,10 kvadratkilometer, heraf land 212,45. I 2020 havde distriktet 2.464 indbyggere. Landsbyerne Rydøbruk og Torup ligger i sognet.
Navnet (1288 Thorthathorp) er det dannet af to deler, (genitiv af mandsnavnet Tord) og torp. I løbet af 1400-tallet blev det erstattet af det nuværende, lidt kortere, navn.  Befolkningen steg fra 1820 (1.491 indbyggere) till 1900 (3.062 indbyggere). Derefter faldt den, så der i 1950 var 2.395 indbyggere i Torup. Siden har befolkningen været stabil.